# Chapalasee
Der Lago de Chapala ist das größte natürliche Binnengewässer Mexikos.

## Lage
Der Lago de Chapala liegt in einem Hochplateau ca. 50 km südlich der Millionenstadt Guadalajara auf der Grenze zwischen den Bundesstaaten Jalisco (ca. 86 %) und Michoacán (ca. 14 %) im Westen Mexikos. Der See hat eine Fläche von 1146 km², liegt 1520 m über dem Meeresspiegel und ist ca. 5–12 m tief.

## Flüsse und Inseln
Der Río Lerma sowie zahlreiche kleinere Bäche (bei Regen) speisen den Chapalasee; sein Ausfluss ist der Río Grande de Santiago. Der See hat 3 kleine Inseln; die größte ist die etwa 0,5 km² große Isla de Mezcala, auf der ein von einem Graben umgebenes, jedoch nicht mehr genutztes Gefängnis steht.

## Bedrohung des Chapalasees
Seit längerer Zeit verlandet der Chapalasee durch starke Wasserentnahme (Direktleitung nach Guadalajara), Entfernung der Vegetation in den umliegenden Bergen und daraus folgender Erosion und Sedimentation sowie durch unkontrollierte Einleitung von Nährstoffen entstehendes Wachstum der Wasserflora bzw. Veralgung.
Der Río Lerma sollte dem See pro Jahr ca. 2 Milliarden m³ Wasser zuführen. Durch ineffiziente Bewässerung in der Landwirtschaft, veraltete Entnahme- und Weiterleitungsmethoden und auch kriminelle Machenschaften gehen dem See enorme Wassermengen verloren. Allein die Großstadt Guadalajara entnimmt über den Río Santiago jährlich ca. 240 Millionen m³ für die Trinkwasserbereitung.
Bereits 15 Spezies, darunter der berühmte Pescado blanco (Chirostoma compressum), der zu den Neuweltlichen Ährenfischen gehört, sind im Chapalasee nicht mehr vorhanden und nahezu ausgestorben.
Seit dem 4. Februar 2009 steht der Chapalasee unter dem Schutz der Ramsar-Konvention. Der See wurde im Jahre 2004 vom Global Nature Fund zum „Bedrohten See des Jahres“ erklärt. Der See ist darüber hinaus Modellprojekt des internationalen Seennetzwerks Living Lakes.

## Wirtschaft
Trotz der Umweltprobleme wird im Chapalasee immer noch Fisch gefangen. Der Tourismus spielt vor allem für die Einwohner der Großstadt Guadalajara eine nicht unwichtige Rolle.

## Bilder

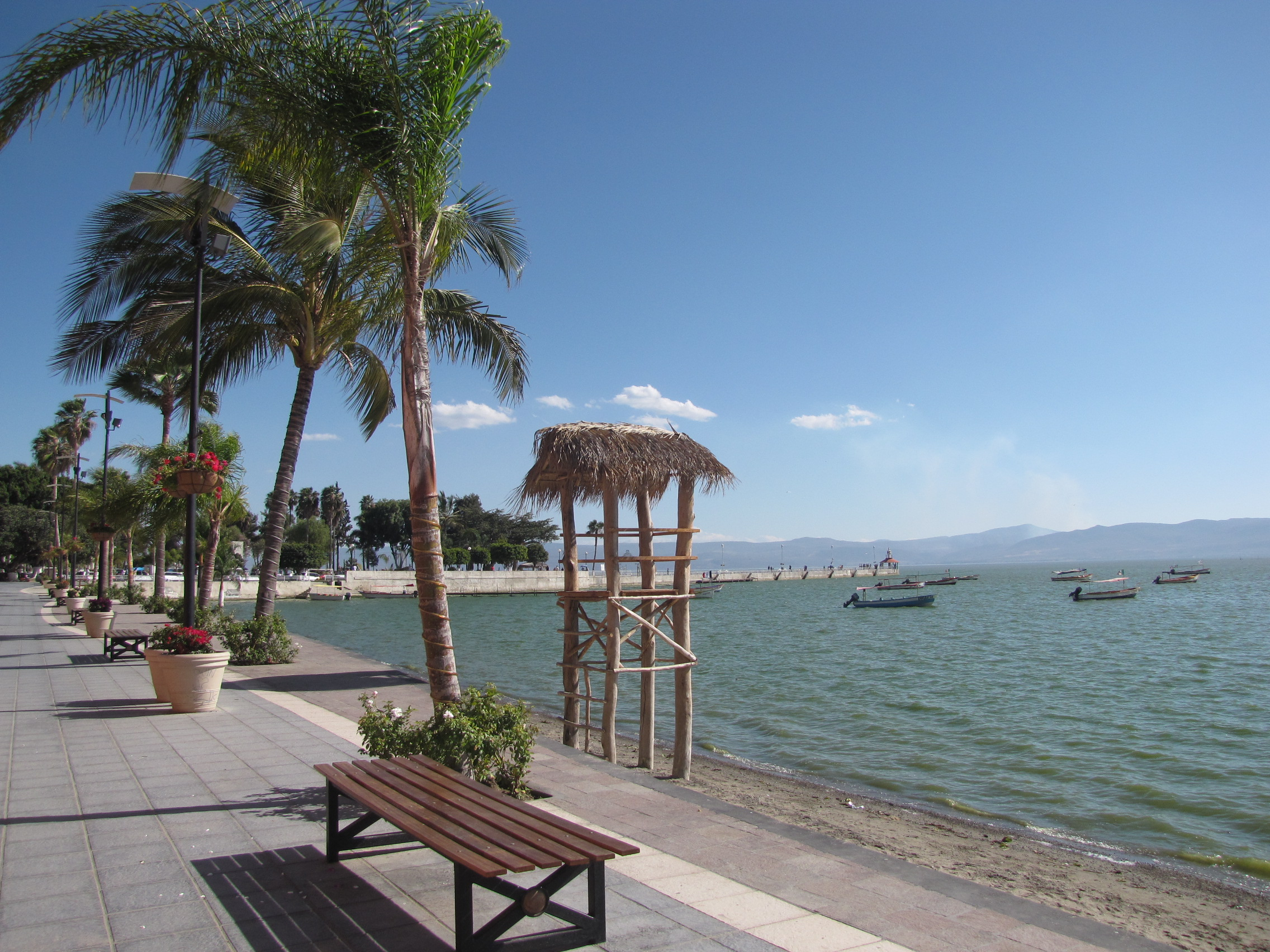
Uferpromenade in Chapala
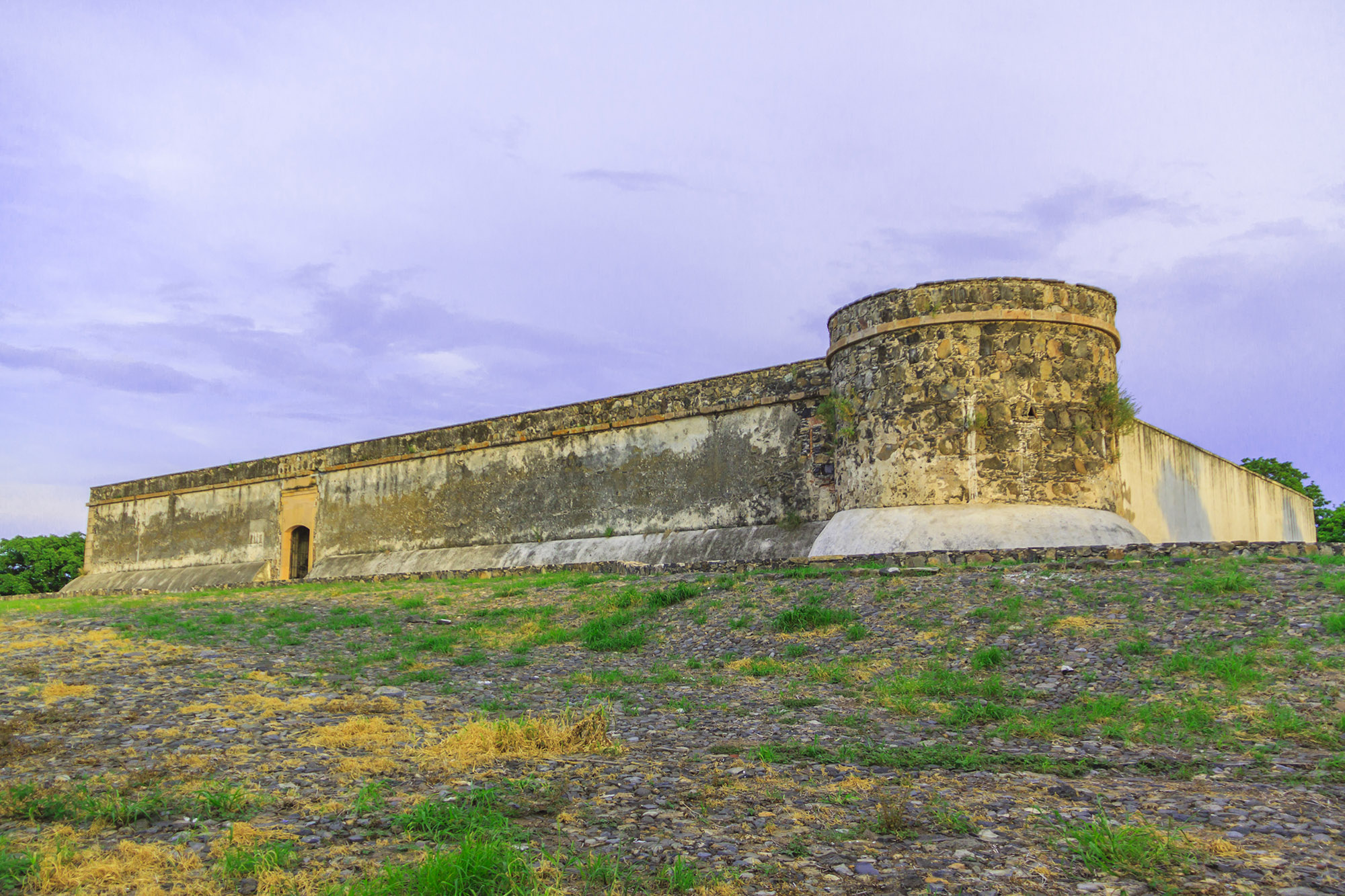
Gefängnis auf der Isla de Mezcala
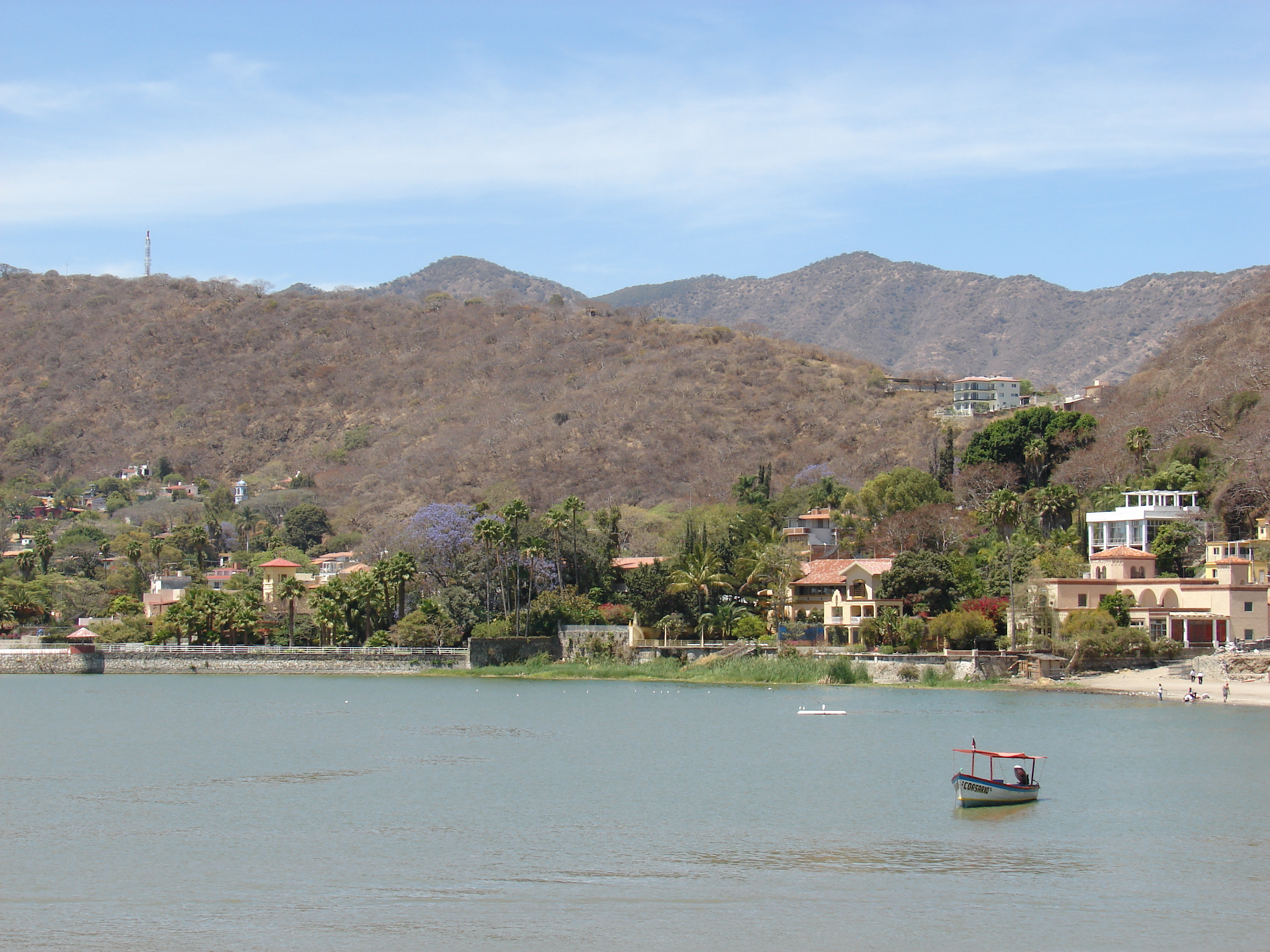
Blick auf Chapala
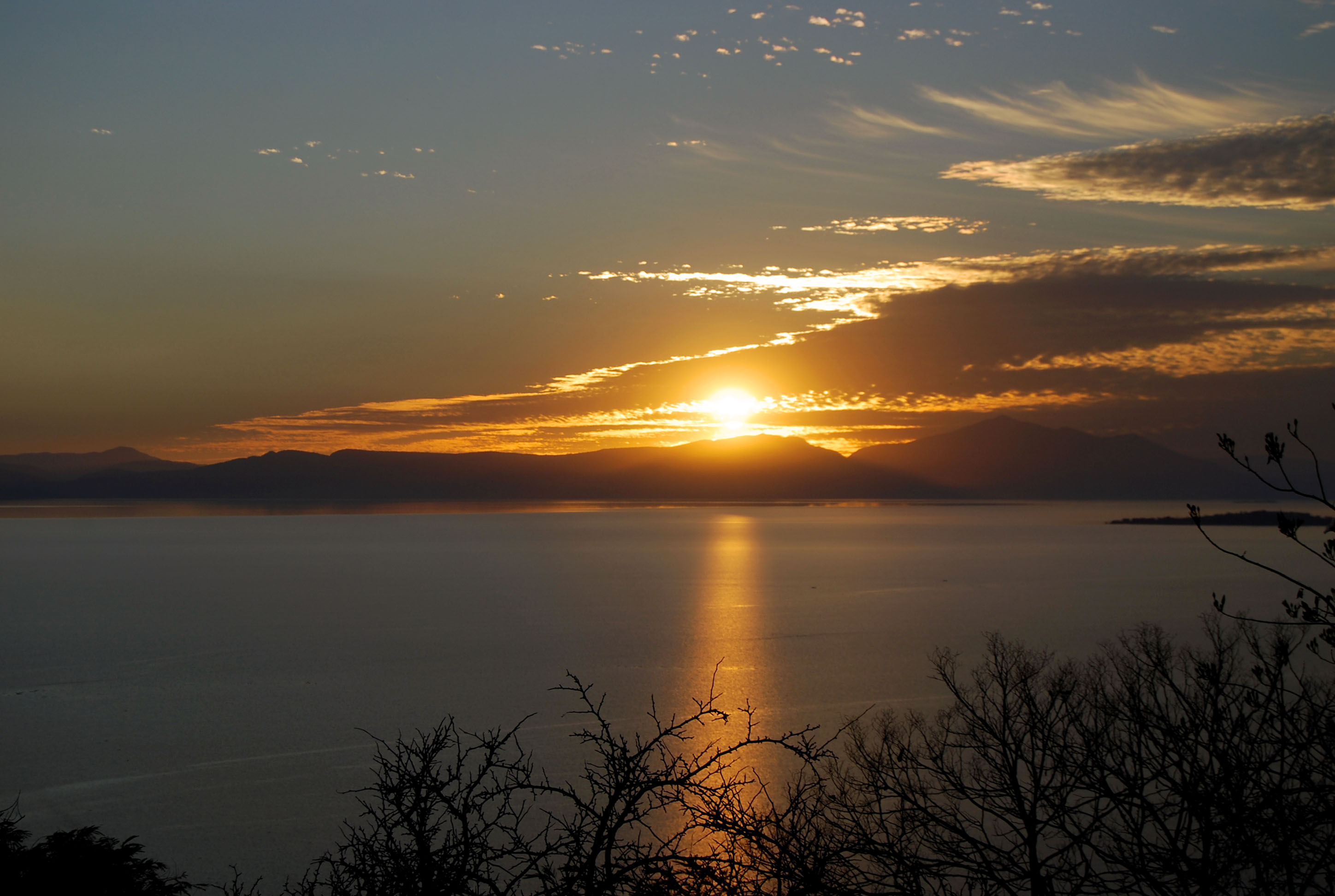
Sonnenuntergang